# Eois biradiata
Eois biradiata är en fjärilsart som beskrevs av Paul Dognin 1910. Eois biradiata ingår i släktet Eois och familjen mätare. Inga underarter finns listade i Catalogue of Life.